# Richard Nowakowski
Richard Nowakowski (ur. 27 września 1955 w Sztumie) – niemiecki bokser pochodzenia polskiego, reprezentujący barwy Niemieckiej Republiki Demokratycznej, wicemistrz olimpijski, mistrz Europy.
Urodził się w Polsce, ale jego rodzina przeniosła się do NRD – do Ribnitz-Damgarten – gdy miał trzy lata. Reprezentował barwy klubu SC Traktor Schwerin. Startując w mistrzostwach NRD, pięciokrotnie wywalczył mistrzostwo: w 1974 w wadze koguciej, w 1976 i 1978 w kategorii piórkowej, a w 1979 i 1981 w wadze lekkiej. Zdobył też tytuł wicemistrza w 1975 w wadze piórkowej. Największe swoje sukcesy na arenie międzynarodowej, zdobył na Igrzyskach Olimpijskich w Montrealu 1976, zostając wicemistrzem olimpijskim w wadze piórkowej i w Moskwie 1980, zdobywając brązowy medal w kategorii lekkiej. Uczestnicząc w Mistrzostwach Europy, dwukrotnie został mistrzem Europy w Halle 1977 i Tampere 1981 w wadze piórkowej, a w Kolonii 1979 wywalczył brązowy medal, w kategorii lekkiej. Pod koniec swojej kariery, startując w Mistrzostwach Świata w 1982 w Monachium został brązowym medalistą w kategorii piórkowej.
W historii boksu amatorskiego zapisał się jako jeden z najbardziej utytułowanych pięściarzy kategorii piórkowej, walczących na ringach całego świata.